# Lycenchelys pentactina
Lycenchelys pentactina es una especie de pez de la familia de los Zoarcidae.

## Morfología
Los machos pueden llegar a alcanzar los 15,3 cm de longitud total.

## Hábitat
Es un pez de mar y de aguas profundas que vive entre 1.430-1.495 m de profundidad.

## Distribución geográfica
Se encuentra en el Pacífico suroriental, en aguas del Perú. 